# Jodłownik
Jodłownik – wieś w Polsce położona w województwie małopolskim, w powiecie limanowskim, w gminie Jodłownik.

## Położenie administracyjne
W latach 1954–1972 wieś należała i była siedzibą władz gromady Jodłownik. W latach 1975–1998 miejscowość administracyjnie należała do województwa nowosądeckiego.
W miejscowości działało państwowe gospodarstwo rolne – Zakład Rolny Jodłownik. W 1993 po przekształceniu jako Ośrodek Hodowli Zarodowej Jodłownik wchodził w skład Przedsiębiorstwa Rolno-Przemysłowego Zasobu Własności Rolnej Skarbu Państwa Straszęcin.

## Nazwa
Nazwa wsi pochodzi prawdopodobnie od rozległych lasów jodłowych, które kiedyś porastały okoliczne góry i wzniesienia.

### Toponimia
1361 Jodłownik, 1364 Jodlownik, 1398 Jodlownyky, Jodlowniki, 1402 Jodlownijkij, 1403 Jodlownikij, Jodlowniky, 1408 Iodlownik, 1416 Iodlownijk, 1425 Jodlowa, 1427 Yodlownik, Yodlowniki, 1428 Jogdlownik, 1432 Jedlowniky, Jedlownik, 1446 Gijedlownik, 1449 Yadlowniky, Iadlowniky, 1454 Jadowniki, 1483 Gyodlownyk.

## Wieś w liczbach
Według Narodowego Spisu Powszechnego Ludności i Mieszkań z 2021 roku liczba ludności we wsi wynosi 1 130. 49,5% mieszkańców stanowią kobiety, a 50,5% ludności to mężczyźni. Miejscowość zamieszkuje 13,0% mieszkańców gminy. Współrzędne GPS wsi Jodłownik to (20.240556, 49.777222).

## Części wsi
| SIMC    | Nazwa      | Rodzaj     |
| ------- | ---------- | ---------- |
| 0430226 | Dobroniów  | część wsi  |
| 0430232 | Górki      | część wsi  |
| 0430278 | Markuszowa | przysiółek |
| 0430249 | Miękinów   | część wsi  |
| 0430255 | Poddębie   | część wsi  |
| 0430261 | Zagórznie  | część wsi  |

## Historia

### Dzieje dawne
- Przynależność administracyjna:
  - 1364 – dystrykt sądecki[9];
  - 1489 – pow. szczyrzycki[10][11];
  - 1489 – par. Skrzydlna[12];
- Własność szlachecka:
- 1361 – jedna z pierwszych pisemnych wzmianek pochodzi z 1361 roku[13]. Właścicielem tych okolic był wówczas rycerz Mikołaj z rodu Ratołdów[6], jest odnotowany także Zauescius [Zawisza] z Jodłownika[14];
- 1388 – Mikołaj Miczek zw. Drobot z J. br. Jakusza z Kostrzy i Hanki ż. Dobka z Wierzbna, mąż Świętochny, ojciec Więcława i Katarzyny[15];
- 1428–1454 – Więcław (Waczslaus, Wenceslaus, Lathslaus, Latslaus, Laczslaus, Ladislaus, Wladislaus) z J. s. Mik. Drobota z J., mąż Weroniki, ojciec Bogdała, Mikołaja Bogdała zw. też Kolanem, Więcława i Anny, wójt dziedz. Ciężkowic 1438, starosta w Goleszu 1445[16][17];
- Następnie wieś stała się własnością Lubomirskich;
- 1531 – Jodłownik został zakupiony przez Niewiarowskich z Niewiarowa (herbu Półkozic)[6]. Przecław Niewiarowski w 1585 ufundował tu drewniany kościół, zachowany do dziś. W 1595 Przecław zmarł i zgodnie z testamentem cały jego majątek przeszedł w ręce zakonu Dominikanów z Krakowa[13];
- Jodłownik pozostawał w ich rękach aż do 1784, czyli do konfiskaty dóbr zakonnych przez rząd austriacki.

### Inne
- W 1630 matematyk i pisarz, profesor Akademii Krakowskiej, Jan Brożek, opracował zachowaną do dziś dokładną mapę Jodłownika[6].
- W II połowie XVIII w., kiedy dobra Jodłownik były własnością dominikanów krakowskich, przez kilkanaście lat majątkiem tym zarządzał Stanisław Slaski, teolog i wykładowca w studium dominikańskim w Krakowie, który był bardzo dobrym gospodarzem co miało wpływ na rozwój okolicy.
- W XIX wieku Jodłownik był własnością zakonu Cystersów z pobliskiego Szczyrzyca. Przeprowadzili oni wówczas generalny remont kościoła, założyli cmentarz i zbudowali most na rzece[18].
- 6 września 1939 wkraczające oddziały Wehrmachtu dokonały we wsi zbrodni wojennej. Zabito 58 osób z okolicznych miejscowości[19].
- W latach 1981–1987 mieszkańcy wsi zbudowali nowy kościół, który przejął funkcję kościoła parafialnego[18].

Obecnie większość mieszkańców Jodłownika utrzymuje się z rolnictwa: sadownictwa, krzewiarstwa i hodowli bydła.

## Zabytki
Obiekt wpisany do rejestru zabytków nieruchomych województwa małopolskiego.
- Kościół pw. Narodzenia Najświętszej Marii Panny z otoczeniem w granicach ogrodzenia.
 Kościół  powstał w 1587 r. z funduszy Przecława Niewiarowskiego (w przedsionku kościoła znajduje się jego portret z około 1600 r.)[21].

## Geografia
Jodłownik położony jest na pograniczu Beskidu Wyspowego i Pogórza Wielickiego, w odległości ok. 3 km od Szczyrzyca. Znajduje się na wysokości ok. 310–440 m n.p.m. Jest jedną z najniżej położonych miejscowości w powiecie limanowskim. Przez wieś przepływa rzeka Tarnawa.
1 stycznia 2023 temperatura w Jodłowniku wzrosła do 19,0 °C i jest to najwyższa zanotowana w styczniu w Polsce wartość od początku pomiarów. Dla przykładu tego dnia w regionie było : 11,5 °C w Limanowej, 15,3 °C w Krakowie, 16,7 °C w Mszanie Dolnej i Zakopanem. Maksymalna suma dobowa opadu zanotowana została 20 czerwca 2020 i wyniosła 151,7 mm.

## Religia
Kościół w Jodłowniku istniał już od 1585, ale dopiero w 1925 wieś doczekała się erygowania samodzielnej parafii pw. Narodzenia Najświętszej Maryi Panny.
Aż do lat 80. XX wieku funkcję głównego kościoła we wsi spełniał modrzewiowy kościółek z XVI wieku. Był on własnością kolejno zakonu Dominikanów a następnie Cystersów z niedalekiego Szczyrzyca.
Obecnie jej kościołem parafialnym jest nowy kościół.

## Turystyka
Wieś Jadłownik położona jest w malowniczej dolince u podnóża góry Kamionka (580 m) i Świnia Góra (611 m). 
Wiodą tam szlaki turystyczne:
 - od Kostrza (730 m) do Jadłownik (324 m)
 - od Szczyrzyc (331 m) do Jadłownik (324 m)